# Tempus (poema)
Tempus es una composición poética en sardo de Giulio Angioni publicada en 2008 por CUEC.

## Contenido
Tempus es un poemilla que da voz a un anciano de Fraus que se remonta en el tiempo con sus recuerdos, colocándolos en su vida, sino también en la historia local y mundial del siglo XX.
En 2012 se publicó un audiolibro con la voz del autor: Giulio Angioni legge Tempus (CUEC).

## Ediciones
- Tempus, Cuec 2008, ISBN 978-88-8467-490-6
- Giulio Angioni legge Tempus, CUEC 2012, ISBN 978-88-8467-766-2